# Хоточчу
Хоточчу́ (якут. Хоточчу) — село в Хангаласском улусе Республики Саха (Якутия) России. Входит в состав Жемконского 1-го наслега.

## География
Село находится на юге центральной части Якутии, на правом берегу протоки Рассолода реки Лена, на расстоянии примерно 12 км (по прямой) к северо-востоку от города Покровск, административного центра улуса.
Климат
Климат характеризуется как резко континентальный. Средняя температура воздуха самого тёплого месяца (июля) составляет 19 °C; самого холодного (января) — −40 °C. Среднегодовое количество атмосферных осадков составляет 200—350 мм.
Часовой пояс
Село Хоточчу находится в часовой зоне МСК+6. Смещение применяемого времени относительно UTC составляет +9:00.

## Население
| 2002 | 2010 | 2021 |
| ---- | ---- | ---- |
| 265  | →265 | ↘207 |

Половой состав
По данным Всероссийской переписи населения 2010 года, в гендерной структуре населения мужчины составляли 51,7 %, женщины — соответственно 48,3 %.
Национальный состав
Согласно результатам переписи 2002 года, в национальной структуре населения якуты составляли 96 % из 265 чел.

## Улицы
- ул. Андрея,
- ул. Береговая,
- ул. Братьев Варламовых,
- ул. Молодёжная,
- ул. Новая[8].